# Botswana Defence Force XI
Maillots
Actualités
Le Botswana Defence Force XI est un club botswanais de football basé à Gaborone. Il est le club de la Force de défense du Botswana.

## Palmarès
- Championnat du Botswana (7)
  - Champion : 1981, 1988, 1989, 1991, 1997, 2002, 2004
  - Vice-champion : 1998, 1999, 2001, 2006

- Coupe du Botswana (3)
  - Vainqueur : 1989, 1998, 2004
  - Finaliste : 1991, 2005, 2006, 2009